# اندی استرنک
اندی استرنک (به انگلیسی: Andy Strenk) (زادهٔ ۷ ژوئیهٔ ۱۹۴۹) شناگر اهل ایالات متحده آمریکا است.